# Выборы президента Молдовы (2016)
Президентские выборы (рум. Alegerile prezidențiale în Republica Moldova) прошли в Республике Молдова в два тура: 30 октября 2016 года первый тур и 13 ноября 2016 года второй тур. Это первые прямые выборы Президента Республики Молдова с 1996 года. Выборы были назначены после решения Конституционного суда Республики Молдова, который 4 марта 2016 года постановил, что внесённые в 2000 году поправки в конституцию, вводившие процедуру избрания президента национальным парламентом, были неконституционными.
По результатам первого тура выборов, ни один кандидат не смог получить более половины голосов избирателей, поэтому был назначен второй тур, в котором приняли участие лидеры первого тура Игорь Додон и Майя Санду.

## Избирательная система
После решения Конституционного суда Республики Молдова от 4 марта возникла необходимость внесения изменений в Избирательный кодекс для организации и регулирования выборов президента. Поправки в Избирательный кодекс прошли первое чтение в парламенте в апреле, после чего законодатели попросили БДИПЧ ОБСЕ и Венецианскую комиссию Совета Европы изучить предложенные поправки. Согласно совместному заявлению этих организаций изменения в Избирательный кодекс в целом находятся в соответствии с международными стандартами и смогут обеспечить соответствие президентских выборов международным обязательствам, если они будут правильно применены. 23 июня поправки прошли второе чтение, а 27 июля были промульгированы президентом.
Согласно принятому законодательству президента избирают на четыре года в едином общенациональном избирательном округе. Кандидат считается избранным, если он получил более половины действительных голосов избирателей. Для того чтобы первый тур выборов был признан состоявшимся, на избирательные участки должны прийти больше одной трети зарегистрированных избирателей. Если ни один кандидат не набрал необходимого для победы числа голосов в первом туре, то через две недели должен состоятся второй тур между двумя кандидатами, набравшими наибольшее количество голосов. Порога явки для второго тура не предусмотрено.
Избирательная администрация состоит из трёх уровней: Центральная избирательная комиссия (ЦИК), 35 окружных избирательных советов (ОИС) и около 2 тысяч участковых избирательных бюро (УИБ). В состав ЦИК входят девять человек, назначаемых на пятилетний срок. 8 членов назначает парламент и одного президент. ОИС и УИБ формируются перед выборами. ОИС состоят из 7-9 человек, номинированных местными судами и советами, а также парламентскими партиями. УИБ состоят из 5-11 членов, предложенных местными советами и парламентскими партиями. На всех уровнях представительство политических партий в избирательных советах пропорционально их представительству в парламенте.
Голосование не состоится в неподконтрольном молдавским властям Приднестровье. Однако для граждан Республики Молдова, проживающих на этой территории, ЦИК организует возможность проголосовать на специальных избирательных участках.
Граждане, достигшие восемнадцатилетнего возраста, имеют право голоса. Лица, признанные судом недееспособными, находящиеся в местах лишения свободы и призванные на военную службу, лишены права голосовать. Избиратели за рубежом могут проголосовать на участках, открытых в дипломатических представительствах Республики Молдова и в других местах, предложенных властями. Критерии определения количества и мест расположения избирательных участков за рубежом включают учёт количества избирателей, принявших участие в предыдущих выборах на данной территории, и результатов добровольной онлайн регистрации для избирателей, желающих проголосовать на данной территории за рубежом.
Президентом может быть избран гражданин, имеющий право голоса, достигший по меньшей мере сорока лет, проживающий на территории Республики Молдова не менее десяти лет и владеющий государственным языком. Кандидаты могут участвовать в выборах как независимые или как выдвиженцы политической партии или блока. Каждый кандидат должен сформировать и зарегистрировать в ЦИК инициативную группу, состоящую из 25-100 избирателей. Для участия в выборах необходимо собрать от 15 до 25 тысяч подписей избирателей, проживающих по крайней мере в 18 из 35 избирательных единиц. В одной избирательной единице требуется собрать не менее 600 подписей. Избиратели могут поставить подпись в поддержку только одного кандидата. Списки с подписями должны быть проверены в ЦИС не позднее 1 октября — официального начала избирательной кампании. Кампания продлится 30 дней и окончится за 24 часа до дня выборов. Агитация до начала кампании, включая период регистрации кандидатов, запрещена.

## Предыстория
Существующая общественно-политическая обстановка в Республике Молдова характеризуется общим недоверием к государственным институтам вследствие нескольких коррупционных скандалов, особенно в банковском секторе, экономической стагнации и разделения общества по вопросу геополитического выбора страны. В 2015—2016 гг. в стране прошла серия массовых акций протеста, поддержанных новым общественным движением «Достоинство и правда» и рядом оппозиционных партий. В октябре 2015 года после антиправительственных протестов парламент проголосовал за снятие с бывшего премьер-министра Владимира Филата, обвиняемого в коррупции, депутатской неприкосновенности, а в конце месяца отправил в отставку правительство Валерия Стрельца.
В январе 2016 года после ряда неудачных попыток сформировать коалицию парламентские фракции Демократической партии Молдовы и Либеральной партий и ряд независимых депутатов, покинувших в основном Либерал-демократическую партию и Партию коммунистов Республики Молдова (ПКРМ), пришли к соглашению о новом правительстве. Новым премьер-министром стал вице-председатель Демократической партии Молдовы Павел Филип. Голосование об утверждении правительства сопровождалось демонстрацией оппозиции, которая переросла в столкновения с полицией и захват здания парламента. Требования оппозиции включали проведение досрочных парламентских выборов, введение прямых выборов президента, освобождение политических заключённых.
4 марта 2016 года Конституционный суд Республики Молдова признал неконституционной конституционную реформу 2000 года, предполагавшую переход к непрямым выборам президента. В результате этого решения 1 апреля 2016 года парламент назначил президентские выборы на 30 октября.

## Выдвинутые кандидаты
К 9 сентября 2016 года было зарегистрировано 24 инициативные группы по сбору подписей в поддержку кандидатов на должность Президента Молдавии. Однако 10 сентября инициативная группа по сбору подписей в поддержку независимого кандидата Олега Брега отказалась собирать подписи по решению самого кандидата. Олег Брега заявил о фальсификации выборов со стороны власти, указав на то, что, по его мнению, кандидат от правящей партии Мариан Лупу собрал подписи в свою поддержку в невероятно короткий срок. 23 сентября от участия в выборах отказался другой независимый кандидат Анатолий Плугару. Он потребовал объявить выборы неконституционными, а листы с подписями в поддержку кандидатов, поданные в ЦИК, недействительными. Свое решение Плугару объяснил серьёзными нарушениями в ходе подготовки и представления подписей. 23 сентября от участия в выборах отказался другой независимый кандидат Михай Корж, сославшись на нарушения во время сбора подписей.
29 сентября, в последний день подачи подписей для регистрации,, 8 кандидатов предоставили необходимое количество подписей в ЦИК. Выдвинутые кандидаты Артур Кроитор, Илие Ротару, Вадим Брынзан, Илие Ротару, Михаил Гарбуз и Джета Савицкая подписи в свою поддержку не предоставили и не смогут продолжать участие в выборах. По результатам проверки предоставленных в ЦИК подписей, на выборы не были допущены четыре самовыдвиженца: Ион Дрон, Роман Михэеш, Виталия Павличенко и Василе Тарлев. Таким образом, в качестве кандидатов в президенты Молдовы были зарегистрированы двенадцать человек.
15 октября Андрей Нэстасе заявил о том, что он снял свою кандидатуру с выборов в пользу кандидата от партии «Действие и солидарность» Майи Санду. Это решение было поддержано выдвинувшей его партией «Достоинство и правда». В тот же день о поддержке Майи Санду в качестве единого кандидата от правой оппозиции объявила Либерал-демократическая партия Молдовы. Таким образом партии выполнили своё обещание о выдвижении единого кандидата, обладающего согласно опросам общественного мнения наибольшей поддержкой среди кандидатов на пост президента от правой оппозиции.
22 октября кандидат Движения «Равноправие» Инна Попенко была официально исключена из президентской гонки на основании решения Высшей судебной палаты, которая отменила решение ЦИК о регистрации кандидата. Инну Попенко обвиняют в подкупе избирателей и в том, что она не отчиталась за все расходы, сделанные во время избирательной кампании.
26 октября кандидат от Демократической партии Молдовы Мариан Лупу снял свою кандидатуру с выборов в пользу проевропейского кандидата с реальными шансами выйти во второй тур. По данным социологических опросов таким кандидатом является Майя Санду.

## Зарегистрированные кандидаты
- Михай Гимпу — кандидат Либеральной партии
- Юрий Лянкэ — кандидат Европейской народной партии Молдовы
- Дмитрий Чубашенко — кандидат Нашей партии
- Майя Санду — кандидат партии «Действие и солидарность»
- Игорь Додон — кандидат Партии социалистов Республики Молдова
- Анна Гуцу — кандидат Партия «ПРАВЫЕ»
- Валерий Гилецкий — независимый кандидат
- Майя Лагута — независимый кандидат
- Сильвия Раду — независимый кандидат

## Наблюдатели
Первый тур
31 октября объединённая миссия, состоящая из наблюдателей от БДИПЧ ОБСЕ, ПА ОБСЕ, ПАСЕ и ЕП, опубликовала предварительное заключение о парламентских выборах в Молдове. Миссия пришла к выводу о том, что первый тур выборов предоставил гражданам полноценную возможность избрать нового главу государства. Избирательная кампания была конкурентной и прошла с соблюдением основных прав и свобод. Однако избирательный процесс был омрачен широко распространенным использованием административного ресурса, недостаточной прозрачностью финансирования кампаний кандидатов и необъективным освещением избирательной кампании в СМИ. Работа избирательной администрации была профессиональной и открытой. Голосование и подсчёт голосов в основном были оценены положительно.
Наблюдатели от Межпарламентской ассамблеи СНГ заявили, что первый тур выборов был свободным, открытым и конкурентным, прошёл с соблюдением национального законодательства и что не было отмечено серьёзных нарушений во время избирательной кампании.
Второй тур
Наблюдатели от Межпарламентской ассамблеи СНГ признали второй тур выборов конкурентным, хорошо организованным и проведённым в соответствии с национальными и международными нормами. Были отмечены нарушения при проведении выборов и недостатки организации процесса волеизъявления, однако их масштабы не могли исказить конечные результаты.
Объединённая миссия, состоящая из наблюдателей от БДИПЧ ОБСЕ, ПА ОБСЕ, ПАСЕ и ЕП, признала второй тур выборов конкурентным и проведённым с соблюдением основных свобод. Граждане могли свободно сделать выбор в пользу того или иного кандидата, не было незаконных ограничений деятельности наблюдателей. Процедуры в день выборов (голосование, подсчёт голосов и подведение итогов) получили положительную оценку. Наблюдатели отметили также недостатки организации выборов, к которым они отнесли сильно поляризованное освещение кампании в СМИ, использование резкой и нетерпимой риторики и случаи использования административного ресурса.

## Результаты
Первый тур
Первый тур выборов прошёл 30 октября 2016 года.
Результаты президентских выборов в Республике Молдова
| Кандидат                                                                         | Кандидат                                           | Партия                                             | Первый тур | Первый тур | Второй тур | Второй тур |
| Кандидат                                                                         | Кандидат                                           | Партия                                             | Голоса     | %          | Голоса     | %          |
| -------------------------------------------------------------------------------- | -------------------------------------------------- | -------------------------------------------------- | ---------- | ---------- | ---------- | ---------- |
|                                                                                  | Игорь Додон                                        | Партия социалистов Республики Молдова              | 680 550    | 47,98 %    | 834 081    | 52,11 %    |
|                                                                                  | Майя Санду                                         | Партия «Действие и солидарность»                   | 549 152    | 38,71 %    | 766 593    | 47,89 %    |
|                                                                                  | Дмитрий Чубашенко                                  | «Наша партия»                                      | 85 466     | 6,03 %     |            |            |
|                                                                                  | Юрий Лянкэ                                         | Европейская народная партия Молдовы                | 44 065     | 3,11 %     |            |            |
|                                                                                  | Михай Гимпу                                        | Либеральная партия                                 | 25 490     | 1,80 %     |            |            |
|                                                                                  | Валерий Гилецкий                                   | независимый кандидат                               | 15 354     | 1,08 %     |            |            |
|                                                                                  | Майя Лагута                                        | независимый кандидат                               | 10 712     | 0,76 %     |            |            |
|                                                                                  | Сильвия Раду                                       | независимый кандидат                               | 5276       | 0,37 %     |            |            |
|                                                                                  | Анна Гуцу                                          | Партия «Правые»                                    | 2453       | 0,17 %     |            |            |
| Явка (первый тур — 50,95 % ; второй тур — 53,45 %)                               | Явка (первый тур — 50,95 % ; второй тур — 53,45 %) | Явка (первый тур — 50,95 % ; второй тур — 53,45 %) | 1 418 518  | 100 %      | 1 600 674  | 100 %      |
| Источник: Центральная избирательная комиссия, Центральная избирательная комиссия |                                                    |                                                    |            |            |            |            |

Второй тур
Второй тур выборов прошёл 13 ноября 2016 года.
Несмотря на предпринятую подготовку к высокой явке избирателей на участках за рубежом и избирателей с левобережья Днестра, многие граждане не смогли проголосовать из-за нехватки бюллетеней.
Победу одержал Игорь Додон, набрав 52,11 % голосов. Его конкурентка Майя Санду набрала 47,89 % голосов.
Результаты второго тура по административно-территориальными единицами:
| АТЕ                  | Явка, % | Игорь Додон | Игорь Додон | Майя Санду | Майя Санду |
| АТЕ                  | Явка, % | %           | человек     | %          | человек    |
| -------------------- | ------- | ----------- | ----------- | ---------- | ---------- |
| Бессарабский район   | 43,24   | 63,28       | 6525        | 36,72      | 3786       |
| Бричанский район     | 45,97   | 76,05       | 21 438      | 23,95      | 6750       |
| Глодянский район     | 46,90   | 70,21       | 15 664      | 29,79      | 6646       |
| Дондюшанский район   | 52,14   | 75,44       | 13 568      | 24,56      | 4417       |
| Дрокиевский район    | 48,06   | 67,65       | 23 184      | 32,35      | 11 089     |
| Дубоссарский район   | 54,87   | 68,00       | 11 878      | 32,00      | 5590       |
| Единецкий район      | 51,02   | 73,98       | 24 276      | 26,02      | 8540       |
| Кагульский район     | 46,06   | 51,24       | 23 390      | 48,76      | 22 260     |
| Каларашский район    | 46,81   | 36,02       | 10 518      | 63,98      | 18 685     |
| Кантемирский район   | 41,17   | 44,99       | 9187        | 55,01      | 11 233     |
| Каушанский район     | 46,84   | 54,79       | 18 913      | 45,21      | 15 604     |
| Криулянский район    | 54,06   | 35,55       | 11 374      | 64,45      | 20 618     |
| Леовский район       | 44,83   | 50,05       | 9764        | 49,95      | 9746       |
| Ниспоренский район   | 44,65   | 34,14       | 8144        | 65,86      | 15 714     |
| Новоаненский район   | 52,87   | 56,59       | 22 850      | 43,41      | 17 531     |
| Окницкий район       | 53,71   | 84,72       | 18 742      | 15,28      | 3381       |
| Оргеевский район     | 48,24   | 39,77       | 19 302      | 60,23      | 29 230     |
| Резинский район      | 51,90   | 58,54       | 13 653      | 41,46      | 9668       |
| Рышканский район     | 51,22   | 74,04       | 20 410      | 25,96      | 7158       |
| Сорокский район      | 49,49   | 66,08       | 25 764      | 33,92      | 13 224     |
| Страшенский район    | 49,58   | 31,61       | 12 069      | 68,39      | 26 115     |
| Сынжерейский район   | 47,03   | 62,27       | 20 669      | 37,73      | 12 525     |
| Тараклийский район   | 52,16   | 96,11       | 17 961      | 3,89       | 726        |
| Теленештский район   | 48,74   | 33,93       | 9222        | 66,07      | 17 961     |
| Унгенский район      | 50,06   | 56,96       | 26 036      | 43,04      | 19 676     |
| Фалештский район     | 50,25   | 71,09       | 25 527      | 28,91      | 10 381     |
| Флорештский район    | 49,35   | 65,95       | 23 703      | 34,05      | 12 239     |
| Хынчештский район    | 43,81   | 34,46       | 15 036      | 65,54      | 28 599     |
| Чимишлийский район   | 42,35   | 47,02       | 10 096      | 52,98      | 11 376     |
| Шолданештский район  | 49,04   | 57,80       | 9473        | 42,20      | 6917       |
| Штефан-Водский район | 47,66   | 50,05       | 13 747      | 49,95      | 13 719     |
| Яловенский район     | 52,93   | 24,66       | 10 929      | 75,34      | 33 386     |
| АТО Гагаузия         | 50,81   | 98,89       | 66 395      | 1,11       | 748        |
| муниципий Бельцы     | 53,22   | 77,65       | 44 020      | 22,35      | 12 669     |
| муниципий Кишинёв    | 66,22   | 38,64       | 200 654     | 61,36      | 318 686    |
| В целом по стране    | 53,45   | 52,11       | 834 081     | 47,89      | 766 593    |